# Vägen till Nya Fröken Sverige 2006
Vägen till Nya Fröken Sverige 2006 är ett svenskt TV-program som sändes på Star-TV och visade hela rekryteringsprocessen och finalveckan i Stockholm av skönhetstävlingen Fröken Sverige 2006, då Josephine Alhanko blev vinnare.